# جون جونكين
جون جونكين (بالإنجليزية: John Junkin)‏ مواليد 29 يناير 1930 في ميدلسكس، إنجلترا، المملكة المتحدة - الوفاة 07 مارس 2006 في أيلزبري، باكينغهامشير، إنجلترا، المملكة المتحدة، هو ممثل بريطاني.

## وصلات خارجية
- جون جونكين على موقع IMDb (الإنجليزية)
- جون جونكين على موقع ألو سيني (الفرنسية)
- جون جونكين على موقع ميوزك برينز (الإنجليزية)
- جون جونكين على موقع أول موفي (الإنجليزية)
- جون جونكين على موقع قاعدة بيانات الأفلام السويدية (السويدية)
- جون جونكين على موقع ديسكوغز (الإنجليزية)
- جون جونكين على موقع قاعدة بيانات الفيلم (الإنجليزية)
- جون جونكين على موقع كينوبويسك (الروسية)